# Tigran L. Petrosjan
Tigran L. Petrosjan (Armeens: Տիգրան Լ. Պետրոսյան) (Jerevan, 17 september 1984) is een Armeens schaker. Hij is vernoemd naar de voormalig wereldkampioen schaken Tigran Petrosjan, die leefde van 1929 tot 1984, maar hij is geen familie van hem.
Hij leerde schaken vanaf zijn vijfde en werd gecoacht door Gagik Sargissian, trainer van het Armeense team, en later, vanaf 1998, door de Azerbeidzjaanse grootmeester Melikset Khachian. Vanaf 2002 kreeg hij les op een schaakacademie van onder meer de grootmeester Arsen Yegiazarian en de internationaal meester Ashot Nadanian. In 2003 werd hij internationaal meester (IM), en in 2004 behaalde hij de grootmeestertitel (GM). Van 1 t/m 11 oktober 2005 speelde hij mee in het Karabachtoernooi en eindigde daar in groep B met 6.5 uit 9 op een gedeelde eerste plaats. In 2017 won hij met 7.5 pt. uit 9 het World Open toernooi. In 2020 werd hij door de PRO Chess League voor het leven geschorst wegens wangedrag tijdens de 2020 PRO Chess League championship. In 2022 nam hij deel aan het Wereldkampioenschap blitzschaak en behaalde 12½ pt. uit 21.